# Felix Smeets
Felix Smeets (ur. 29 kwietnia 1904 w Hadze, zm. 14 marca 1961 w Delfcie) – piłkarz holenderski grający na pozycji napastnika. W swojej karierze rozegrał 14 meczów i strzelił 7 bramek w reprezentacji Holandii.

## Kariera klubowa
W swojej karierze piłkarskiej Smeets grał w klubie HBS Craeyenhout. W sezonie 1924/1925 wywalczył z nim mistrzostwo Holandii.

## Kariera reprezentacyjna
W reprezentacji Holandii Smeets zadebiutował 18 kwietnia 1927 w wygranym 8:1 towarzyskim meczu z Czechosłowacją, rozegranym w Amsterdamie. W debiucie zdobył gola. W 1928 roku wystąpił na igrzyskach olimpijskich w Amsterdamie. Od 1927 do 1929 roku rozegrał w kadrze narodowej 14 meczów i zdobył 7 goli.